# 東照二
東 照二（あずま しょうじ、1956年 - ）は、日本出身の社会言語学者、ユタ大学教授。

## 略歴
石川県生まれ。1978年早稲田大学第一文学部英文科卒、1987年ユタ大学言語学修士、1991年テキサス大学言語学博士。立命館大学言語教育情報研究科教授を経て、ユタ大学言語文学部教授。アメリカ・プロフェッショナルスキー教師協会（PSIA）認定のスキーインストラクター。専門は社会言語学。政治家の演説などの言語学的検討でも知られる。

## 著書
- 『丁寧な英語・失礼な英語 英語のポライトネス・ストラテジー』研究社出版 1994
- 『社会言語学入門 生きた言葉のおもしろさにせまる』研究社出版 1997
- 『アメリカ留学日常語事典 これがなければ1日も過ごせない!』講談社インターナショナル 1999
- 『バイリンガリズム 二言語併用はいかに可能か』2000 講談社現代新書
- 『歴代首相の言語力を診断する』研究社 2006
- 『言語学者が政治家を丸裸にする why does his speech attract voters?』文藝春秋 2007
- 『人を惹きつける「ことば戦略」 ことばのスイッチを切り替えろ!』研究社 2009
- 『オバマの言語感覚 人を動かすことば』日本放送出版協会 (生活人新書) 2009
- 『社会言語学入門 生きた言葉のおもしろさに迫る』研究社 2009
- 『選挙演説の言語学』ミネルヴァ書房 2010
- 『なぜ、あの人の話に耳を傾けてしまうのか? 「公的言語」トレーニング』2014 光文社新書

### 共著
- 『日本の社会と経済を読む 中上級用日本語テキスト』西蔭浩子, 小川邦彦共著 研究社出版 1995